# ويلفورد مور
ويلفورد مور (بالإنجليزية: Wilford Moore)‏ هو لاعب كرة قدم أمريكية أمريكي، ولد في 20 نوفمبر 1919 في ليتلفيلد في الولايات المتحدة، وتوفي في 21 يناير 2014 في أبيلين في الولايات المتحدة.